# 양 경제
양 경황제 소방지(梁 敬皇帝 蕭方智, 543년 ~ 558년)는 중국 남북조 시대 양나라의 제6대 황제이다. 원제의 아홉 번째 아들이다.

## 생애
543년에 태어났고, 무제가 흥양후로 책봉했다.
552년에 아버지인 원제가 즉위하자 진안왕으로 책봉되었다. 553년에 평남장군(平南將軍)과 강주자사(江州刺史)가 되어 강주로 갔다.
554년에 원제가 강릉에서 서위에 패해 소찰에게 살해되자, 왕승변과 진패선 등이 임시로 소방지를 양왕(梁王)으로 높여 국정을 맡게 했다. 이듬해인 555년에 강주를 떠나 건강에 입성하였고, 왕승변과 진패선 등이 황제로 옹립하려 했다.
그런데 약 한 달 뒤, 북제가 군대를 보내서 소연명을 즉위시킬 것을 요구하자, 왕승변은 북제의 군대가 강하고 대항하기에 무리였기 때문에 마침내 소연명을 옹립했다. 진패선은 소방지를 황태자로 세운다는 조건으로 찬성했다. 그러나 북제군이 물러가자, 진패선과 왕승변이 대립하기 시작했다. 마침내 진패선이 왕승변을 살해하고 소연명을 폐한 뒤 소방지를 즉위시켰다.
557년에 경제가 진패선에게 제위를 선양하니 양나라는 멸망하였다. 이후 경제는 진패선에 의해 강음왕으로 책봉되었지만, 이듬해인 558년에 진패선이 보낸 자객에게 암살당하니 향년 16세였다.

## 기년
| 경제        | 원년            | 2년                 | 3년        |
| ----------- | --------------- | ------------------- | ---------- |
| 서력 (西曆) | 555년           | 556년               | 557년      |
| 간지 (干支) | 을해(乙亥)      | 병자(丙子)          | 정축(丁丑) |
| 연호 (年號) | 소태(紹泰) 원년 | 2년 태평(太平) 원년 | 2년        |